# Trigonochilus
Trigonochilus is een geslacht van kevers uit de familie van de bladsprietkevers (Scarabaeidae).